# Evolve (Computerspiel)
Evolve ist ein Ego-Shooter mit asymmetrischem Mehrspieler. Das von Turtle Rock Studios entwickelte Computerspiel wurde 2015 von 2K für Windows, PlayStation 4 und Xbox One veröffentlicht. Im Multiplayer können bis zu vier Spieler als Jäger gegen ein spielergesteuertes Monster antreten. Mit Evolve Stage 2 erschien 2016 eine Free-to-play-Version des Spiels.

## Setting
Die Handlung spielt bei Evolve eine eher untergeordnete Rolle. Das Spielgeschehen findet in einem Science-Fiction-Szenario statt, wobei vier Jäger auf den Planeten Shear geschickt werden um eine Kolonie der Menschen bei der Evakuierung vor Monstern zu beschützen. Die Kolonie, welche Raketentreibstoff abgebaut hat, wurde von den heimischen Bestien überlaufen und ist nur noch in Ruinen vorhanden.

## Spielprinzip
Das Spiel bietet asymmetrisches Multiplayer-Gameplay, was heißt, dass die Spieler anders als in klassischen Mehrspieler-Shootern in einem ungleichen Verhältnis gegeneinander antreten. Dabei schlüpft ein Spieler in die Rolle eines besonders starken Monsters, während vier weitere Spieler als Jäger dagegen antreten. Das Monster startet mit einem 30-Sekunden-Vorsprung ins Spiel, bevor die Jäger aus einem Raumgleiter abspringen. Das Monster ist zwar schneller als die anderen Spieler, hinterlässt allerdings Spuren. Um den feindlichen Jägern gewappnet zu sein, kann das Monster durch das Fressen von Tieren bis zu drei Stufen aufsteigen und Lernpunkte auf vier unterschiedliche Kampffähigkeiten verteilen. Die vier Jäger bestehen immer aus den Klassen Assault, Support, Medic und Trapper. Der Assault fungiert als Tank und teilt starken Schaden aus. Die Support-Klasse leistet dabei Unterstützungsfeuer, während der Medic die Teammitglieder heilen kann und der Trapper darauf spezialisiert ist, das Monster aufzuspüren und mit einer Energiekuppel an der Flucht zu hindern. Im Einzelspiel übernimmt die KI die anderen Rollen, wobei der Spieler als Jäger zwischen den Klassen wechseln kann. Der primäre Spielmodus heißt Jagd, wobei auch die zusätzlichen Varianten Nest, Rettung und Verteidigung in der Grundfassung des Spiels enthalten sind, die auch im Rahmen der Kampagne Evakuierung gespielt werden können. Im Grundumfang des Spiels standen acht unterschiedliche Karten sowie vier spezielle Maps eigens für den Modus Verteidigung zur Auswahl. Während im Standardmodus Jagd die Eliminierung des Gegners Spielziel ist, müssen in Nest Monstereier durch die Jäger zerstört beziehungsweise vom Monster gerettet werden und in Rettung umgekehrt Überlebende NPCs extrahiert oder vernichtet werden. Bei Verteidigung startet das Monster auf Evolutionsstufe 3 und muss drei durch die Jäger verteidigte Ziele innerhalb eines Zeitlimits erobern. Zu Release standen drei verschiedene Monster und drei Charaktere für jede der vier Jägerklassen zur Auswahl. Diese Auswahl sowie die Kartenvielfalt wurde durch DLCs erweitert, wobei es auch rein kosmetische Skins zu kaufen gab und mit Arena ein neuer Spielmodus kostenlos ergänzt wurde. Bei Arena wird innerhalb der vorhandenen Maps an jeweils einer von fünf festgelegten Positionen ein Bereich durch eine feste Energiekuppel abgegrenzt, innerhalb der die Parteien auf beengtem Raum in einem Best-of-Three antreten.

## Entwicklung und Veröffentlichung
Nachdem der in Kalifornien ansässige Entwickler Turtle Rock nach dem Erfolg von Left 4 Dead 2008 durch Valve gekauft wurde, verlegte man das in Valve South umbenannte Studio zum Valve-Hauptsitz in den US-Bundesstaat Washington. Einige Entwickler entschieden sich allerdings dazu in Kalifornien zu bleiben und so gründeten sie Turtle Rock Anfang 2010 kurzerhand neu, was dank des freundschaftlichen Umgangs mit Valve unter gleichem Namen möglich war. Bereits im Mai 2011 gaben THQ und Turtle Rock Studios in einer Pressemitteilung bekannt, dass man an einer brandneuen Mehrspielererfahrung arbeite, die damals für eine Veröffentlichung im Jahr 2013 geplant war. Ein Titel wurde zwar nicht bekannt gegeben, allerdings gab es Spekulationen, dass das Spiel Evolved heißen soll. Im Zusammenhang mit dem neuen Projekt wurden Entwickler mit Erfahrung in der CryEngine gesucht, was von Spiele-Magazinen als sicherer Hinweis für die Verwendung dieser gewertet wurde. Ursprünglich für THQ in Entwicklung, war der Titel anfangs für Windows, PlayStation 3, Xbox 360 und die damals nächste Konsolengeneration eingeplant. Den Markennamen Evolve ließ THQ am 22. Februar 2012 beim United States Patent and Trademark Office eintragen, allerdings ohne Bekanntgabe worum es sich dabei handle. Nachdem finanzielle Probleme bei THQ und Entlassungen in anderen Entwicklerstudios bekannt wurden versicherte man, dass der bei Turtle Rock Studios in Entwicklung befindliche Ego-Shooter davon unberührt sei. Erst im Zusammenhang mit der Insolvenz von THQ und dem anstehenden Verkauf der Firma und aller Marken wurde im Dezember 2012 bekannt, dass sich das Spiel mit dem Titel Evolve beim Left-4-Dead-Entwickler Turtle Rock Studios in Entwicklung befindet.
Take Two kaufte Evolve 2013 für 10,9 Millionen US-Dollar aus der Konkursmasse von THQ.
Am 10. Februar 2015 wurde das Spiel schließlich unter Take Twos Label 2K zusammen mit einem 3 GB großen Day-One-Patch veröffentlicht. Trotz Verkaufszahlen, die die internen Erwartungen laut Take Two massiv übertroffen hätten, gingen die Spielerzahlen innerhalb weniger Monate stark zurück.
Unter dem Titel Evolve Stage 2 erschien im Juli 2016 eine Free-to-play-Version des Spiels für PC. Im Oktober wurde dann bekannt gegeben, dass Turtle Rock nicht weiter in die Entwicklung involviert sei. Publisher 2K hatte den Vertrag mit ihnen nicht verlängert, obwohl das Studio laut eigener Aussage weiter an dem Projekt arbeiten wollte. Fans starteten daraufhin eine Petition zur Weiterentwicklung des Titels und einem Konsolen-Release von Stage 2, die jedoch wenig Resonanz fand.
Die dedizierten Server von Evolve wurden am 3. September 2018 abgeschaltet und damit die Free-to-play-Version komplett eingestellt. Nachdem somit nur Matches im Peer-to-Peer möglich waren, waren die Server für beide Versionen ab 22. Juli 2022 allerdings wieder erreichbar, bevor sie am 6. Juli 2023 endgültig abgeschaltet wurden.

## Rezeption

### Kontroverse über Geschäftsmodell
Bereits vor der Veröffentlichung gab es eine Kontroverse um das Spiel, da angekündigt wurde, bereits kurz nach Release ein zusätzliches Monster für 15 € anzubieten. Take-Two-CEO Strauss Zelnick äußerte sich dazu, dass eine Kontroverse auch etwas Gutes sein könne und er der Überzeugung ist, dass Evolve ein fantastischer Titel sein wird, der sein Geld wert sei. Auf die negative Kritik zum Geschäftsmodell wollte er nicht weiter eingehen und stattdessen abwarten, was die Käufer nach den ersten Spielstunden sagen.
Auch die Süddeutsche Zeitung berichtete über die Kritik am Geschäftsmodell, der Redakteur verteidigte den Preis aber damit, dass die Entwicklung einer Figur für das asymmetrische Spielprinzip durch das komplexere Balancing besonders aufwändig sei. Turtle-Rock-Mitbegründer Phil Rock sagte zu diesem Thema der SZ gegenüber „Dagegen braucht man ein dickes Fell“.

### Rezensionen
Das deutschsprachige PC-Spielemagazin GameStar nannte Evolve aufgrund seines asymmetrischen Mehrspieleransatzes eine willkommene Abwechslung zu bekannten Shooterreihen wie Call of Duty oder Battlefield. Als Kern des Spiels sehen die Redakteure klar den Mehrspielermodus Jagd, während man ohne Internetanbindung nur gegen Bots spielen könne. Kritisiert wurde die umständliche Menüführung in der PC-Fassung, da die Menüs „klar für den Gebrauch mit einem Gamepad gedacht“ seien.

„Evolve steht in letzter Zeit vor allem wegen seiner zugegeben fragwürdigen DLC-Preise und Vorbestellerboni in der Kritik. Konzentriert man sich aber auf das, was im Hauptspiel drin ist, bleibt immer noch ein verdammt guter Multiplayer-Shooter übrig.“

PC Games bewertete das Spiel aufgrund der frischen Spielidee und dem nahezu idealen Balancing besonders hoch, merkte aber auch an, dass Evolve sich nicht für Einzelspieler eigne. Auch Computer Bild Spiele bewertete das Spiel gut, kritisierte aber neben der zu kleinen und wenig abwechslungsreichen Schauplätze auch die Spielbalance als unausgeglichen, wodurch es „immer wieder zum vorzeitigen Ausstieg von entnervten Monster-Spielern“ komme.
Der Spieleratgeber-NRW befürwortete die Entscheidung der USK, den Titel ab 16 einzustufen, und begründete dies unter anderem mit der bedrohlichen Atmosphäre. Kritisiert wurde das Geschäftsmodell mit unübersichtlichen und hochpreisigen Zusatzinhalten.
Der Spiegel sah in dem Online-Shooter mit origineller Idee das Potenzial für einen großen E-Sport-Titel, berichtete aber auch über die kritisierten Zusatzkäufe und technische Probleme. Auch Benedikt Plass-Fleßenkämper von Zeit Online ging auf die das umstrittene Bezahlmodell ein und fand es kaum verwunderlich, dass manche Spieler ein Free-to-play-Modell forderten. Das asymmetrische Spielkonzept wurde als besonders gut gelungen bewertet, auch wenn es mit Aliens vs. Predator von 1999, ZombiU oder Natural Selection 2 in der Vergangenheit bereits ähnliche Ansätze gab.

„Die meisten Kritiker sehen ‚Evolve‘ als innovativen Multiplayer-Shooter, der viel Potenzial hat. Das Spiel stellt sich aber mit seinen übertriebenen Zusatzkäufen und einigen technischen Problemen selbst ein Bein.“

Die Süddeutsche Zeitung lobte zwar Idee und Umsetzung und nannte Evolve einen der besten Vertreter seines Genres, sah aber eine Schwäche bei den Mitspielern die zum perfekten Spielerlebnis erst noch zahlreicher und besser werden müssen.

### Auszeichnungen
Vor Release wurde Evolve 2014 auf der Electronic Entertainment Expo in vier Kategorien ausgezeichnet. Neben der Kategorie Bestes Spiel waren es Bestes Konsolenspiel, Bestes Actionspiel und Bestes Online-Multiplayer-Spiel. Auch auf der Gamescom desselben Jahres gewann das Spiel den Award „Best of Gamescom“ sowie die Kategorien „Best Console Game Xbox One“, „Best Action Game“, „Best Online Multiplayer Game“ und „Best PC Game“.
Nach Release wurde das Spiel bei den Annie Awards 2016 mit Animator David Gibson in der Kategorie Outstanding Achievement for Character Animation in a Video Game (deutsch: „Herausragende Leistung für Charakteranimation in einem Computerspiel“) ausgezeichnet.

### Verkaufszahlen und kommerzieller Erfolg
Laut der Süddeutschen hat sich Evolve in den ersten beiden Wochen weltweit 750.000 Mal verkauft. Während Analysten skeptisch blieben und das Spiel als Nischentitel einstuften, zeigte sich Take Two erfreut über die Verkaufszahlen von Basisspiel und Season Pass und sah sich in den DLC-Plänen bestätigt. Im Mai 2015 teilte Take Two auf einer Investorenkonferenz mit, dass man von Evolve bereits mehr als 2,5 Millionen Einheiten abgesetzt habe, wovon 20 Prozent auf Digitale Distribution entfallen.
2022 berichtete das Online-Gaming-Portal Mein-MMO.de nach einem Interview mit Ex-Take-Two-Chef Christoph Hartmann, dass das Spiel aufgrund von Fehlentscheidungen kommerziell nicht erfolgreich gewesen sei. Bereits Titanfall habe gezeigt, dass ein reines Online-PvP-Spiel „nicht so richtig“ funktioniere, weshalb man kurzfristig noch einen billigen PvE-Teil integrierte.

„Die richtige Entscheidung wäre es gewesen, das Spiel von Beginn an Free2Play zu machen. Es wäre eine mutige Entscheidung gewesen – aber ich schaute auf die Zahlen und dachte, wir müssen eine bestimmte Nummer erreichen … ich hab es nicht gemacht. Es wäre eine mutige, aber richtige Entscheidung gewesen.“